# تامارا کارساوینا
تامارا پلاتونوونا کارساوینا (روسی: Тама́ра Плато́новна Карса́вина؛ ۱۰ مارس ۱۸۸۵ – ۲۶ مهٔ ۱۹۷۸) بالرین و استاد باله اهل امپراتوری روسیه بود. کارساوینا به زیبایی زبانزد بود و بالرین اصلی باله مارینسکی و باله روس سرگئی دیاگیلف به‌حساب می‌آمد.
او پس از اقامت در همپستید لندن به تدریس باله روی آورد و در بنیانگذاری باله سلطنتی و آکادمی سلطنتی رقص نقشی اساسی داشت. به‌این‌ترتیب کارساوینا از پایه‌گذاران بالهٔ مدرن بریتانیایی به‌شمار می‌رود.

## نگارخانه

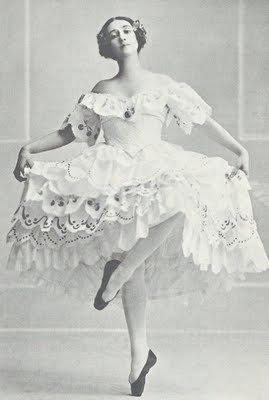
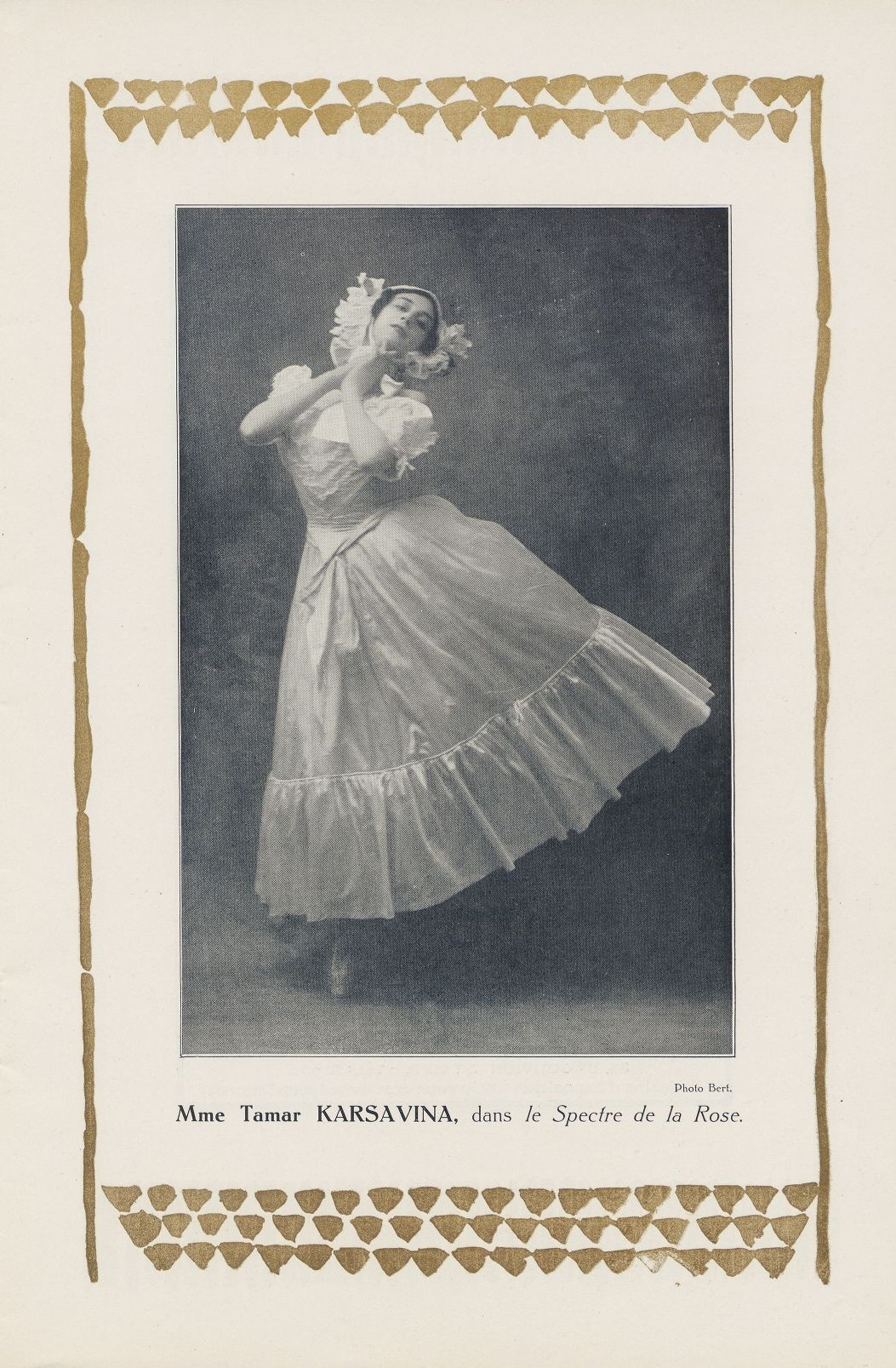
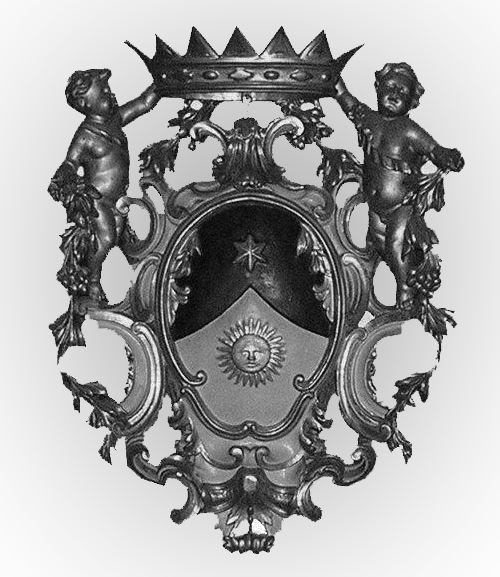
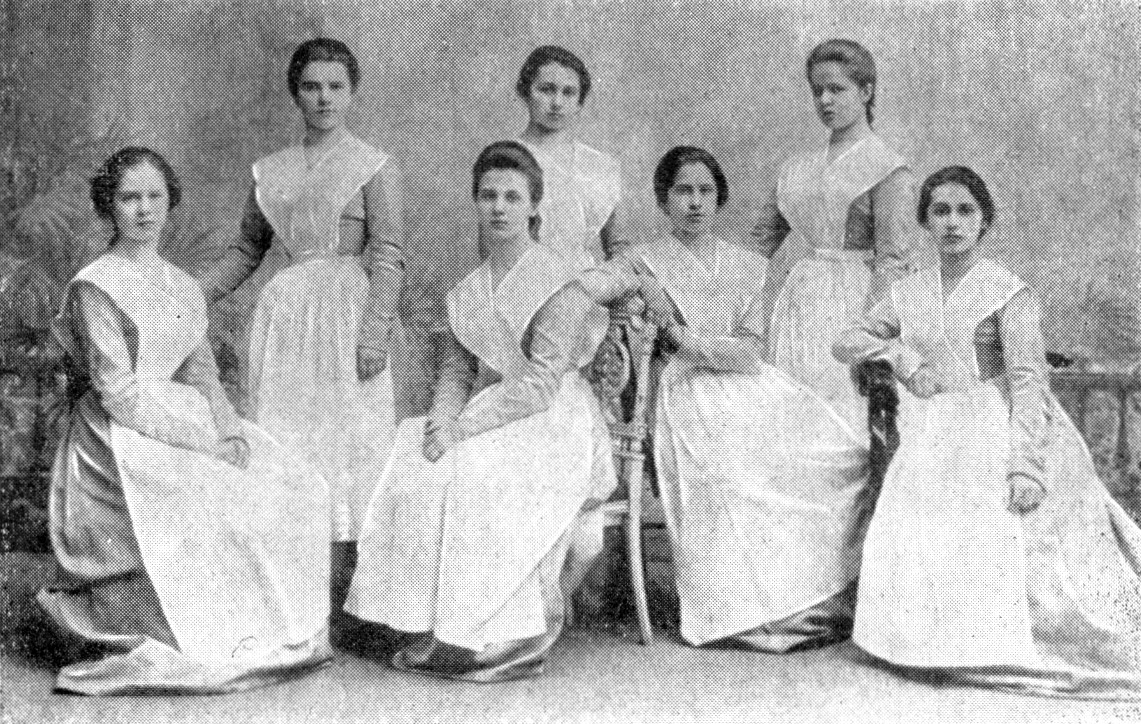
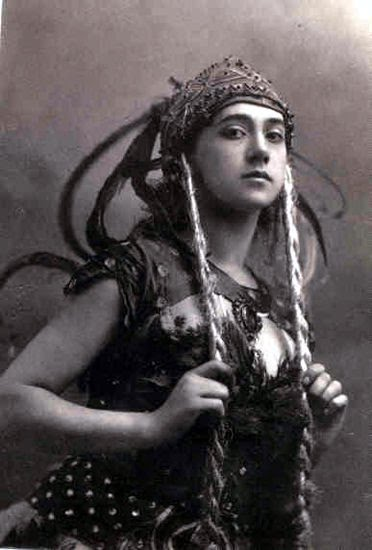
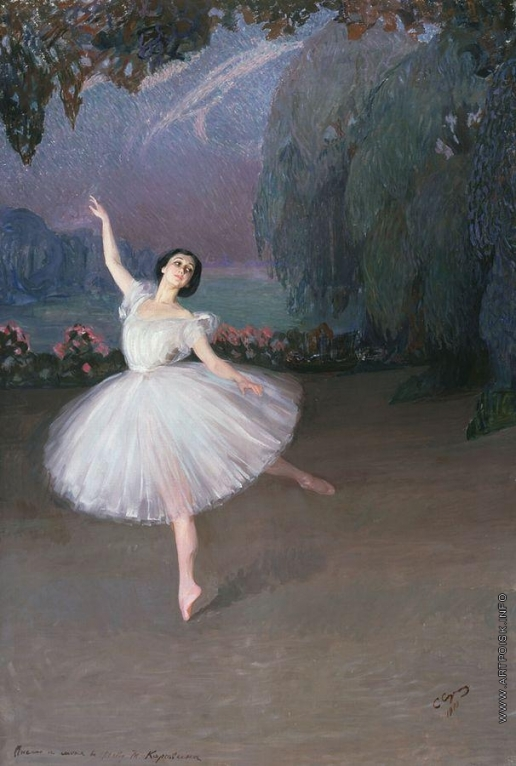